# Protogrammus antipodus
Protogrammus antipodus är en fiskart som beskrevs av Hans W. Fricke 2006. Protogrammus antipodus ingår i släktet Protogrammus och familjen sjökocksfiskar. Inga underarter finns listade i Catalogue of Life.